# The Furies

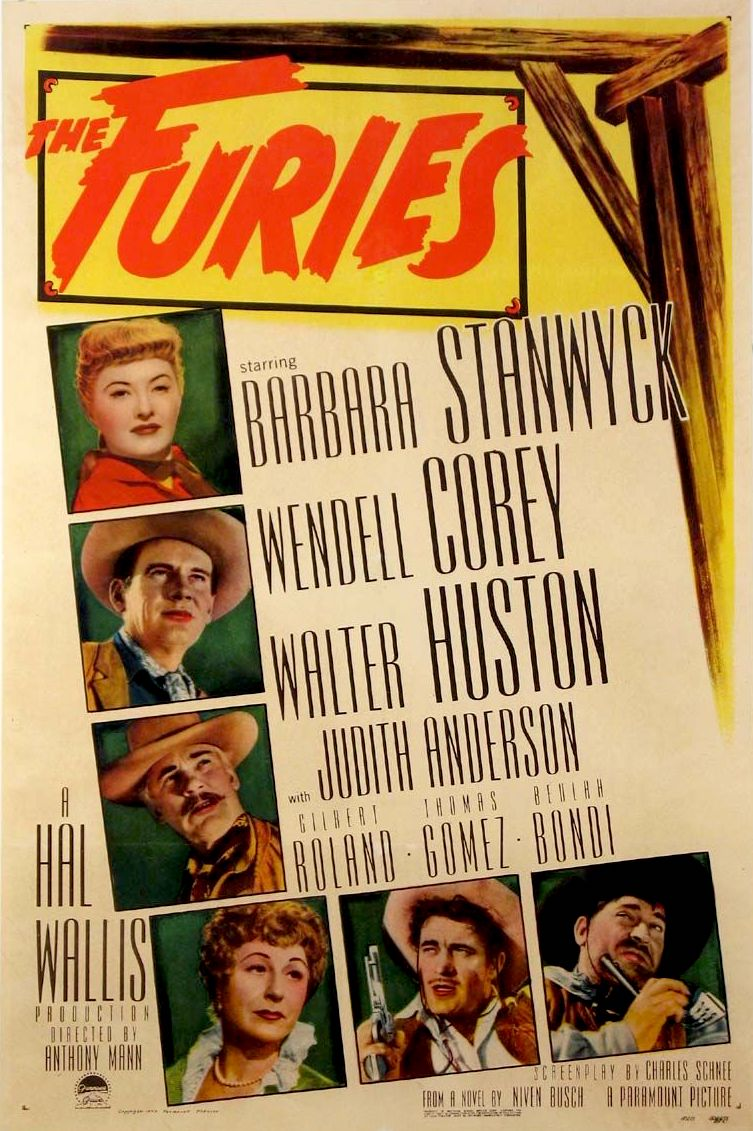
Poster do Filme The Furies

The Furies (no Brasil, Almas em Fúria) é um filme estadunidense de 1950 do gênero Western dirigido por Anthony Mann. Produção de Hal Wallis para a Paramount Pictures, com roteiro de Charles Schnee do livro de Niven Busch. Foi o último filme de Walter Huston. O título em inglês se refere ao mito grego das Fúrias e é o nome da fazenda onde se passa a história. Na citada mitologia as Fúrias eram a personificação da vingança, o principal tema do filme.

## Elenco
| Ator             | Personagem             |
| ---------------- | ---------------------- |
| Barbara Stanwyck | Vance Jeffords         |
| Wendell Corey    | Rip Darrow             |
| Walter Huston    | T. C. Jeffords         |
| Judith Anderson  | Flo Burnett            |
| Gilbert Roland   | Juan Herrera           |
| Thomas Gomez     | El Tigre               |
| Beulah Bondi     | Senhora Anaheim        |
| Jane Novak       | Mulher (não-creditada) |

## Sinopse
Por volta de 1870, numa grande fazenda no Novo México, o viúvo e poderoso barão do gado "T. C." Jeffords entra em conflito com sua filha de personalidade forte Vance quando ele traz para casa uma nova esposa, a astuta dama Flo Burnett. A situação ruim atinge o auge quando T.C enforca um amigo mexicano de Vance, o que a leva a sair de casa e por em prática um plano para tomar a fazenda de seu pai, com a ajuda do esperto banqueiro Rip Darrow.